# Abel Mustieles
Abel Mustieles García, né le 26 août 1991 à Caspe, est un pilote de VTT espagnol. Pratiquant le trial, il est huit fois champion du monde de trial 20 pouces (en catégorie junior en 2008 et 2009 et six fois en élites en 2011, 2012, 2013, 2014, 2016 et 2017) et trois fois champion du monde de trial par équipes.
Il a créé la marque Clean Trials en 2014.

## Palmarès

### Championnats du monde
|             | 2008 (junior) | 2009 (junior) | 2010 | 2011 | 2012 | 2013 | 2014 | 2015 | 2016 | 2017 |
| ----------- | ------------- | ------------- | ---- | ---- | ---- | ---- | ---- | ---- | ---- | ---- |
| 20 Pouces   | 1             | 1             | 2    | 1    | 1    | 1    | 2    | 1    | 1    | 1    |
| 26 Pouces   |               | 2             |      |      |      |      |      |      |      |      |
| Par équipes | 1             | 1             | 1    |      |      |      | 3    |      | 2    |      |

### Championnats d'Europe
|           | 2011 | 2012 | 2013 | 2014 | 2015 | 2016 |
| --------- | ---- | ---- | ---- | ---- | ---- | ---- |
| 20 pouces | 3    | 1    | 1    | 1    | 2    | 1    |